# موستی‌ویلکی

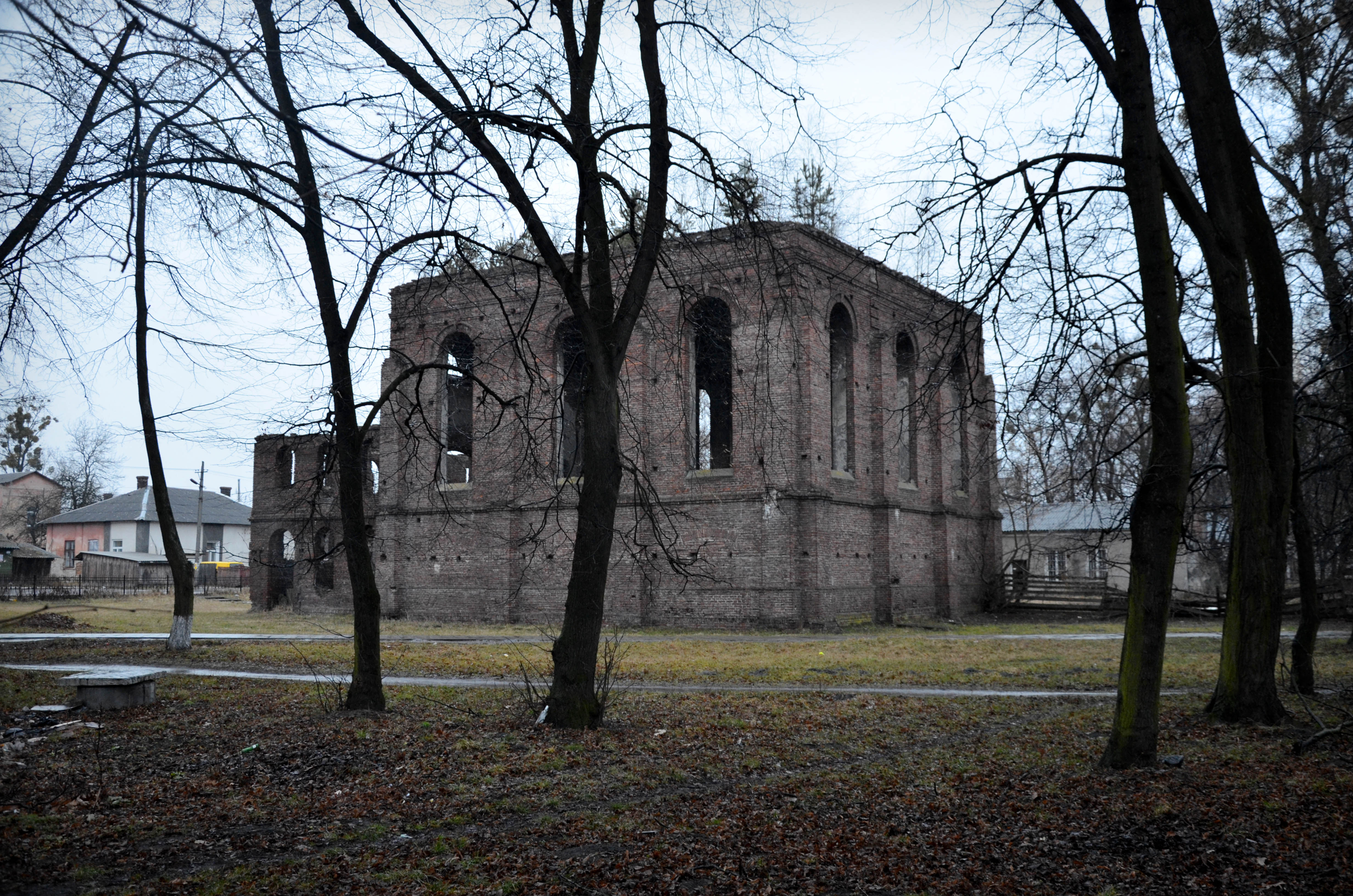
نمایی از یک کنیسه در شهر ولیکی موستی - ۲۰۱۵

موستی‌ویلکی (لهستانی) یا فیلیکی‌موستی (اوکراینی)، (به انگلیسی: Mosty Velyki)، نام شهری واقع در استان لفیف اوکراین است.